# O-메틸화 플라보노이드
O-메틸화 플라보노이드(영어: O-methylated flavonoid)는 하이드록실기가 메틸화된(메톡시 결합) 플라보노이드이다. 메톡시플라보노이드(영어: methoxyflavonoid)라고도 한다. O-메틸화는 플라보노이드의 용해도에 영향을 미친다.

## 효소
O-메틸화 플라보노이드의 형성은 다양한 기질을 수용하는 특성 O-메틸기전이효소(OMT)의 의해 촉매된다. 이러한 효소들은 4' (예: 칸타란투스 로제우스(Catharanthus roseus)) 또는 3' (예: 벼) 위치와 같은 특정 하이드록실기의 O-메틸화를 촉매한다. 이러한 위치는 오르토, 메타, 파라일 수 있으며, 3-OH 위치에 대한 특정 3-O-메틸기전이효소가 존재할 수 있다. 칼라몬딘 오렌지(Citrus mitis, 칼라만시)는 이러한 모든 활성을 보여준다.

### 식물 효소
- 아피제닌 4'-O-메틸기전이효소
- 8-하이드록시퀘르세틴 8-O-메틸기전이효소
- 아이소플라본 4'-O-메틸기전이효소
- 아이소플라본 7-O-메틸기전이효소
- 아이소리퀴리티제닌 2'-O-메틸기전이효소
- 아이소오리엔틴 3'-O-메틸기전이효소
- 캠퍼롤 4'-O-메틸기전이효소
- 루테올린 O-메틸기전이효소
- 메틸퀘르세타제틴 6-O-메틸기전이효소
- 3-메틸퀘르세틴 7-O-메틸기전이효소
- 미리세틴 O-메틸기전이효소
- 퀘르세틴 3-O-메틸기전이효소

### 동물 효소
- 카테콜-O-메틸기전이효소

## O-메틸화 안토사이아니딘
- 5-디옥시-말비딘
- 카펜시니딘
- 유로피니딘
- 히르수티딘
- 말비딘
- 페오니딘
- 페투니딘
- 풀첼리딘
- 로시니딘
- [5]

## O-메틸화 플라바놀
- 메시아다놀 (3-O-메틸카테킨)

## O-메틸화 플라바논
- 헤스페레틴
- 호모에리오딕티올
- 아이소사쿠라네틴
- 사쿠라네틴
- 스테루빈

## O-메틸화 플라바논올
- 다이하이드로캠프페라이드

## O-메틸화 플라보놀
캠퍼롤의 O-메틸화 플라보놀
- 캠프페라이드

미리세틴의 O-메틸화 플라보놀
- 아눌라틴
- 콤브레톨
- 유로페틴
- 라리시트린 (3'-O-다이메틸미리세틴)
- 5-O-메틸미리세틴
- 시린제틴 (3',5'-O-다이메틸미리세틴)

퀘르세틴의 O-메틸화 플라보놀
- 아야닌
- 아잘레아틴
- 아이소람네틴
- 옴부인
- 파치포돌
- 레투신 (퀘르세틴-3,7,3',4'-테트라메틸 에터)
- 람나진
- 람네틴
- 타마리세틴

기타 O-메틸화 플라보놀
- 유파톨리틴
- 나츠다이다인

## O-메틸화 플라본
- 아카세틴
- 크리소에리올
- 디오스메틴
- 네페틴
- 노빌레틴
- 오로자일린-A
- 시넨세틴
- 탄제레틴
- 테베티아플라본
- 오고닌

## O-메틸화 아이소플라본
- 비오카닌 A
- 칼리코신
- 포름오노네틴
- 글리시테인
- 이리제닌
- 5-O-메틸제니스테인
- 프라텐세인
- 프루네틴
- 프사이-텍토리제닌
- 레투신
- 텍토리제닌

## 같이 보기
- C-메틸화 플라보노이드